# Combo
Combo é uma palavra em inglês e significa uma abreviação do termo combination. Em português pode ter os significados de sequência ou combinação (sua tradução para o português).

## Em videogames
Na linguagem de jogos eletrônicos, é uma seqüência de comandos que pode liberar uma espécie de movimento especial a partir do personagem, essencial para muitos jogos de lutas.

### Como ocorre o combo
Nos jogos eletrônicos de luta entre dois jogadores, o combo ocorre quando um determinado golpe é desferido no personagem do jogador adversário. Este golpe inicial faz com que o personagem atacado fique atordoado por um breve momento e não seja capaz de ativar sua defesa. Exatamente neste momento o jogador atacante tem a oportunidade de desferir um ou vários golpes no jogador atacado. Pode ser assim definido como uma simples interligação de golpes, já que para que se possa ser chamado de combo basta que tenha um mínimo de dois golpes . O combo termina incompleto quando o jogador atacante, após dois golpes, erra ou atrasa o golpe subsequente permitindo ao adversário recobrar a defesa e impedir os ataques. O combo não ocorre quando o atacante erra o golpe subsequente ou demora a atacar o adversário após o golpe inicial, deixando que adversário consiga recobrar sua defesa, ou mesmo quando apenas desfere um golpe único.
O primeiro jogo eletrônico a introduzir esse recurso foi Street Fighter II da Capcom.[carece de fontes?]
Vários jogos eletrônicos, após Super Street Fighter II, passsaram  a mostrar durante as lutas marcadores de combos, através de mensagens como: 2 hits, 3 hits, 4 hits e assim por diante.

### Danos de um combo
Um combo bem executado e especialmente com muitos golpes pode dar a um jogador grande vantagem sobre seu adversário. No mundo dos jogos de lutas, os jogadores considerados melhores são assim denominados pela sua perfeição na execução de combos. Na maioria dos jogos de luta entre dois jogadores, após um personagem receber vários combos, este fica atordoado por um período considerável, e se torna totalmente indefeso, disposto a ser golpeado mais vezes. Quando isto ocorre nos jogos da série Street Fighter, o personagem fica com sua cabeça rodeada por estrelas ou passarinhos azuis, como em desenhos animados. No Brasil é dito que ao encontrar-se nesta situação, o personagem está "bolado".
Cada vez mais os jogos de luta têm aprimorado seu sistema de combos. Em The King of Fighters 2002 e Marvel vs Capcom 2, por exemplo, existem combos devastadores e infinitos, alguns realizados com várias dezenas de golpes, que se feitos com perfeição, podem finalizar com o adversário.

## Outros significados
- Junção de várias funções em apenas um aparelho, como um gravador de CDs que também lê DVDs.
- Promoção de combo no cinema: Pipoca + Refrigerante.
- Promoção de combo de uma rede de TV: Internet (Banda Larga) + TV a Cabo.